# روآرید مک کانچی
روآرید مک کانچی (انگلیسی: Ruaridh McConnochie؛ زادهٔ ۲۳ اکتبر ۱۹۹۱) ورزشکار راگبی ۷ نفره اهل بریتانیا است.
وی در مسابقات کشوری و بین‌المللی در مجموع برندهٔ ۱ مدال نقره، ۱ مدال برنز شده‌است.